# Pseudathyma plutonica
Pseudathyma plutonica är en fjärilsart som beskrevs av Butler 1902. Pseudathyma plutonica ingår i släktet Pseudathyma och familjen praktfjärilar. IUCN kategoriserar arten globalt som livskraftig. Inga underarter finns listade i Catalogue of Life.